# Virsliga 1997
La Virsliga 1997 fue la séptima temporada del torneo de fútbol a nivel de clubes más importante de Letonia tras su independencia de la Unión Soviética y que contó con la participación de 9 equipos.
El Skonto FC fue campeón por séptimo año consecutivo.

## Clasificación Final
| Pos. | Equipo             | Pts. | PJ | G  | E | P  | GF | GC | Dif. | Clasificación o descenso                      |
| ---- | ------------------ | ---- | -- | -- | - | -- | -- | -- | ---- | --------------------------------------------- |
| 1    | Skonto (C)         | 64   | 24 | 20 | 4 | 0  | 89 | 8  | +81  | Primera Ronda Clasificatoria Champions League |
| 2    | Daugava Rīga       | 43   | 24 | 13 | 4 | 7  | 35 | 27 | +8   | Primera Ronda Clasificatoria UEFA Cup         |
| 3    | Dinaburg           | 42   | 24 | 12 | 6 | 6  | 37 | 19 | +18  | Primera Ronda Intertoto Cup                   |
| 4    | Ventspils          | 42   | 24 | 12 | 6 | 6  | 32 | 21 | +11  |                                               |
| 5    | Liepājas Metalurgs | 31   | 24 | 9  | 4 | 11 | 27 | 32 | −5   | Clasificatoria Cup Winners' Cup               |
| 6    | Universitāte       | 29   | 24 | 8  | 5 | 11 | 25 | 42 | −17  | Disuelto al terminar la temporada             |
| 7    | Valmiera           | 28   | 24 | 8  | 4 | 12 | 29 | 43 | −14  |                                               |
| 8    | Lokomotīve         | 17   | 24 | 5  | 2 | 17 | 29 | 52 | −23  | Disuelto al terminar la temporada             |
| 9    | Rēzekne            | 8    | 24 | 1  | 5 | 18 | 10 | 69 | −59  | Salvado del Descenso                          |

 Fuente: 

## Resultados
| Local \ Visitante  | DAU | DIN | MET | LOK | RĒZ | SKO | UNI | VAL | VEN |
| ------------------ | --- | --- | --- | --- | --- | --- | --- | --- | --- |
| Daugava            |     | 1–0 | 1–0 | 5–1 | 0–0 | 0–2 | 2–1 | 1–0 | 2–1 |
| Dinaburg           | 1–0 |     | 0–0 | 2–0 | 1–0 | 0–0 | 1–1 | 2–0 | 2–0 |
| Liepājas Metalurgs | 0–1 | 1–3 |     | 2–0 | 4–2 | 0–1 | 1–2 | 1–0 | 3–0 |
| Lokomotīve         | 0–2 | 0–1 | 1–3 |     | 4–0 | 0–4 | 1–0 | 1–1 | 0–1 |
| Rēzekne            | 0–4 | 0–3 | 0–0 | 1–6 |     | 0–1 | 1–2 | 0–1 | 0–0 |
| Skonto             | 6–0 | 0–0 | 2–0 | 4–1 | 9–0 |     | 5–0 | 5–1 | 1–1 |
| Universitāte       | 2–0 | 2–1 | 0–1 | 3–2 | 3–0 | 0–3 |     | 0–0 | 1–1 |
| Valmiera           | 0–3 | 0–3 | 3–1 | 1–1 | 3–0 | 0–5 | 3–0 |     | 2–1 |
| Ventspils          | 1–0 | 1–1 | 1–0 | 4–0 | 5–1 | 0–3 | 2–0 | 4–0 |     |

| Local \ Visitante  | DAU | DIN | MET | LOK | RĒZ  | SKO | UNI | VAL | VEN |
| ------------------ | --- | --- | --- | --- | ---- | --- | --- | --- | --- |
| Daugava            |     | 2–2 |     |     | 1–1  | 0–3 | 3–0 |     |     |
| Dinaburg           |     |     | 0–1 | 5–1 |      |     |     | 1–0 | 0–1 |
| Liepājas Metalurgs | 1–1 |     |     | 3–1 |      |     |     | 1–1 | 1–2 |
| Lokomotīve         | 2–0 |     |     |     |      |     | 1–2 |     | 0–1 |
| Rēzekne            |     | 3–1 | 1–2 | 0–3 |      |     |     |     | 0–1 |
| Skonto             |     |     |     | 4–1 | 12–0 |     | 7–0 |     | 4–2 |
| Universitāte       |     | 1–5 | 2–1 |     | 0–0  | 0–3 |     |     |     |
| Valmiera           | 2–4 |     |     | 3–2 | 3–0  | 2–5 | 3–1 |     |     |
| Ventspils          | 1–2 |     |     |     |      | 0–0 | 2–2 | 1–0 |     |

## Goleadores
| # | Nombre              | Club         | Goles |
| - | ------------------- | ------------ | ----- |
| 1 | David Chaladze      | Skonto FC    | 25    |
| 2 | Mihails Miholaps    | Skonto FC    | 14    |
| 3 | Sergey Solovjov     | Skonto FC    | 11    |
| 4 | Juris Karašausks    | Dinaburg FC  | 10    |
| 5 | Andrejs Štolcers    | Skonto FC    | 9     |
| 5 | Artūrs Zakreševskis | Daugava Rīga | 9     |

## Premios
| Mejor | Nombre             | Club      |
| ----- | ------------------ | --------- |
| ARQ   | Aleksandrs Koļinko | Skonto FC |
| DEF   | Igors Stepanovs    | Skonto FC |
| VOL   | Vladimirs Babičevs | Skonto FC |
| DEL   | Mihails Miholaps   | Skonto FC |